# Haykavan (Shirak)
Haykavan (in armeno Հայկավան?) è un comune di 1 286 abitanti (2008) della provincia di Shirak in Armenia.